# جزيرة باموجان الكبرى
جزيرة باموجان الكبرى وهي جزيرة من جزر إندونيسيا، وتقع في إقليم بنتن.